# دوزخ (فیلم ۲۰۰۵)
دوزخ (انگلیسی: Hell) فیلمی در ژانر درام به کارگردانی دانیس تانویچ است که در سال ۲۰۰۵ منتشر شد.

## بازیگران
- امانوئل بئار
- ماری جیلاین
- کارن ویارد
- کارول بوکه
- ژاک پرن
- ژان روشفور
- گیوم کنه
- ژاک گامبلن